# Dafne (namn)

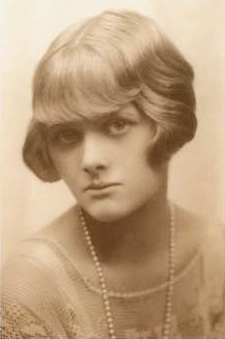
Daphne du Maurier

Dafne eller Daphne  är ett grekiskt kvinnonamn som betyder lager.  Nymfen Dafne var en gestalt i den grekiska mytologin.
Den 31 december 2014 fanns det totalt 233 kvinnor folkbokförda i Sverige med namnet Dafne eller Daphne, varav 161 bar det som tilltalsnamn.
Namnsdag: saknas

## Personer med namnet Dafne eller Daphne
- Daphne Akhurst, australisk tennisspelare
- Daphne Hasenjager, sydafrikansk idrottare
- Daphne du Maurier, brittisk författare
- Daphne Zuniga, amerikansk skådespelerska